# Roselières de Thatcham
Les roselières de Thatcham (en anglais : Thatcham Reed Beds) est un Site d'intérêt scientifique particulier d'une superficie de 66,9 hectares (165,3 acres) situé dans la paroisse civile de Thatcham dans le comté anglais du Berkshire, classé depuis 1974.
Les roselières de Thatcham sont importantes à l'échelle nationale, pour sa vaste roselière, pour sa richesse d'espèces d'aulnes et pour ses marais. Ce dernier abrite l'escargot Vertigo moulinsiana, qui est a une importance nationale et européenne. Un grand rassemblement d'oiseaux nicheurs, y compris les espèces rares à l'échelle nationale comme le Bouscarle de Cetti (Cettia cetti), sont également associée aux roselières, marais et plans d'eau se trouvant dans les roselières de Thatcham.
Les gravières, roselières, bois, haies et des prairies de Thatcham, abritent une faune très riche et ont été transformés en Centre de découverte de la nature par la Société royale pour la protection des oiseaux,.